# Équipe cycliste Van Der Vurst-Hiko

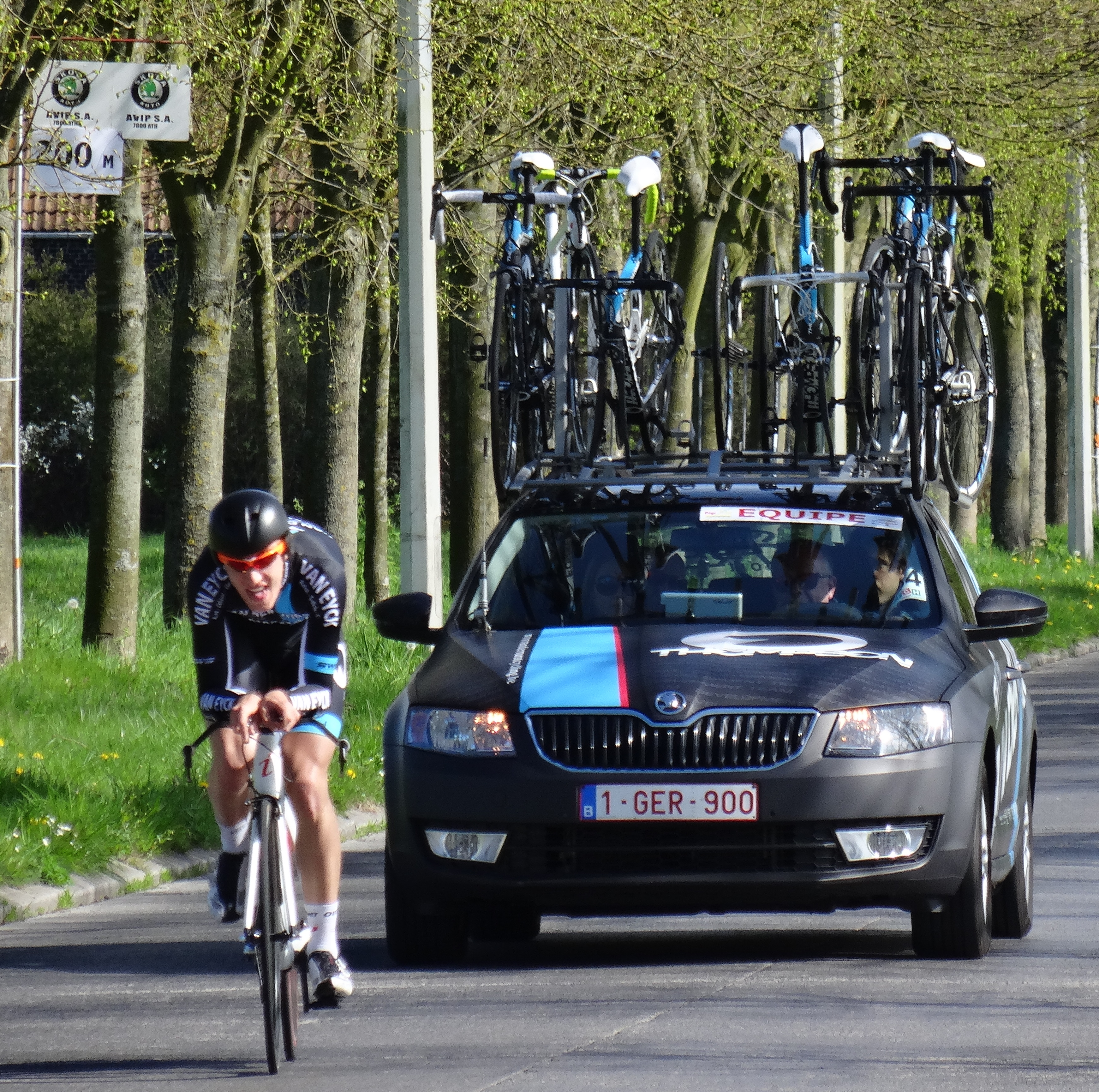
Un coureur durant le contre-la-montre du Triptyque des Monts et Châteaux 2014.

L'équipe cycliste Van Der Vurst-Hiko est une équipe cycliste belge ayant existé entre 2011 et 2015 avec le statut d'équipe régionale.

## Histoire de l'équipe
Fondée en 2011 sous le nom de Van Der Vurst, elle devient Van Der Vurst Development à la suite de la fusion avec l'équipe cycliste Rock Werchter.
L'équipe est basée à Erpe-Mere, dans la partie néerlandophone de la Belgique.
Le sponsor Van Der Vurst décide de se retirer à la fin de la saison 2015 pour recentrer ses activités sur le football. L'équipe fusionne avec la formation Home Solution-Anmapa, qui souhaite intégrer la Topcompétition, et disparait au profit de cette dernière qui devient Home Solution-Anmapa-Soenens.
L'équipe cycliste Van Der Vurst Development est née en 2014 de la fusion entre l'équipe cycliste Van Der Vurst et l'équipe cycliste Rock Werchter. Jurgen De Smet en est le président et le directeur sportif, tandis que François De Smedt et Nico Neyens deviennent directeurs sportifs. Fin avril, après les Deux jours du Gaverstreek où aucun coureur de l'équipe ne s'est placé dans les vingt premiers, François De Smedt quitte l'équipe.

## Saisons précédentes

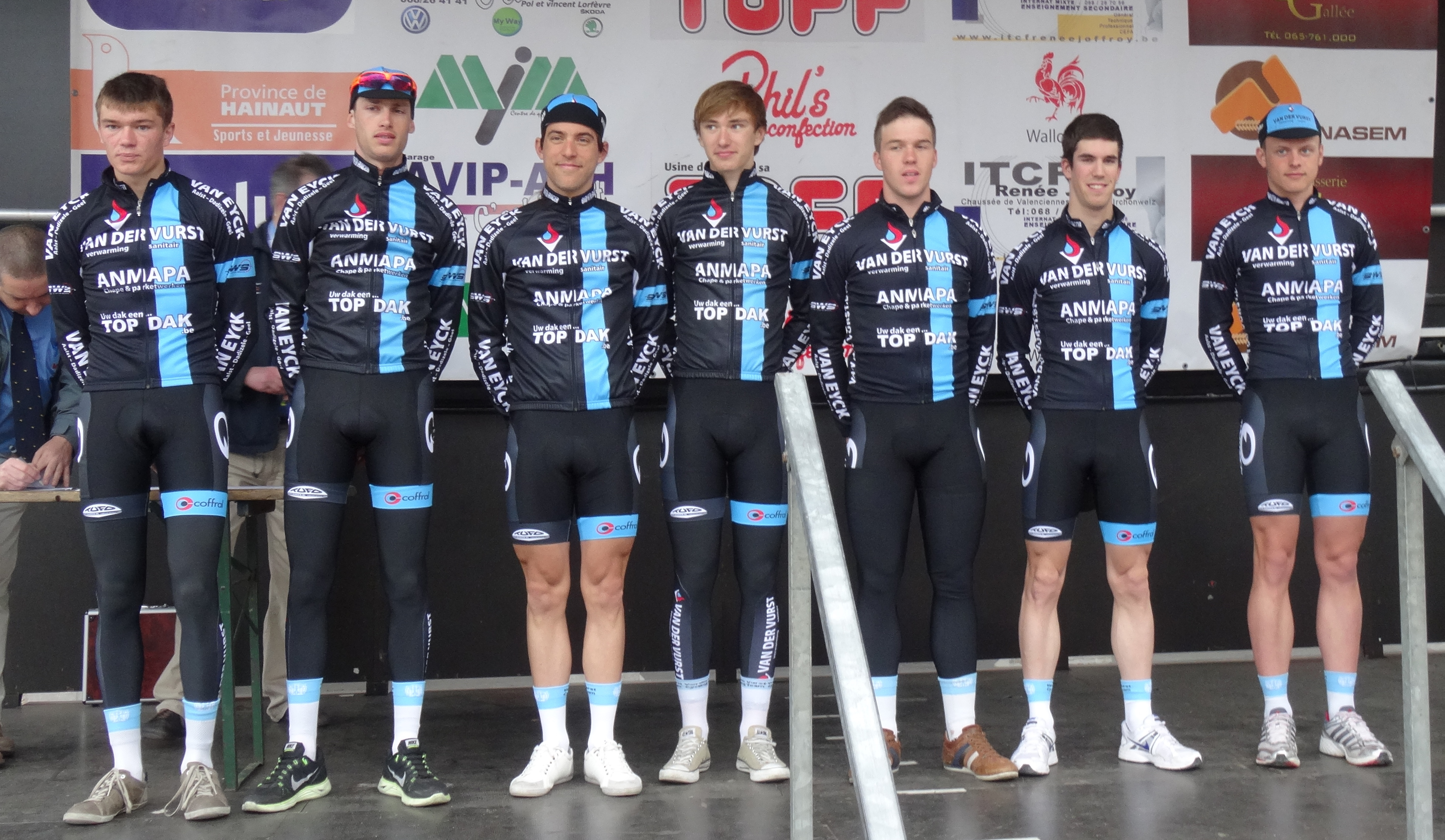
L'équipe au Triptyque des Monts et Châteaux 2014.

Portraits
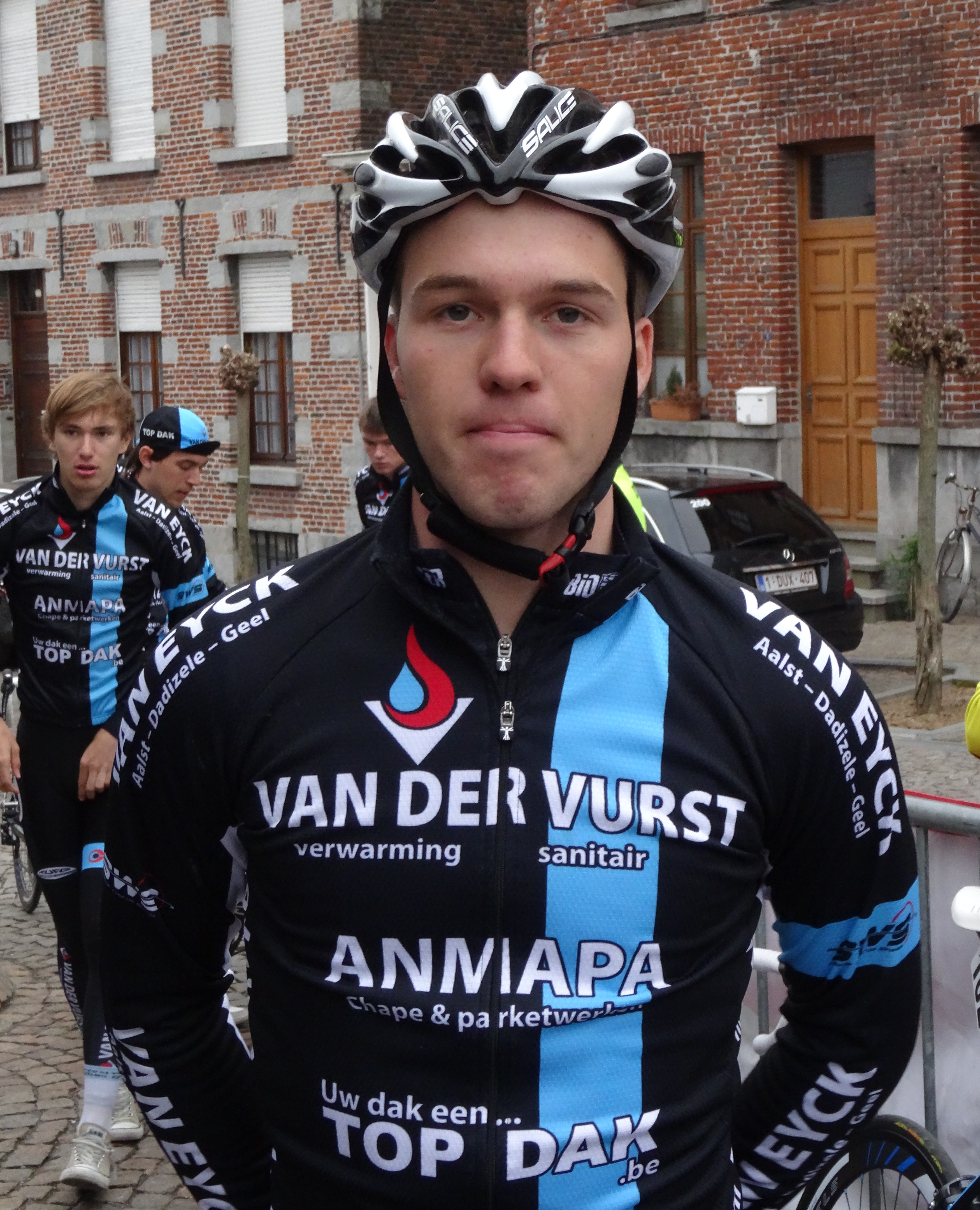
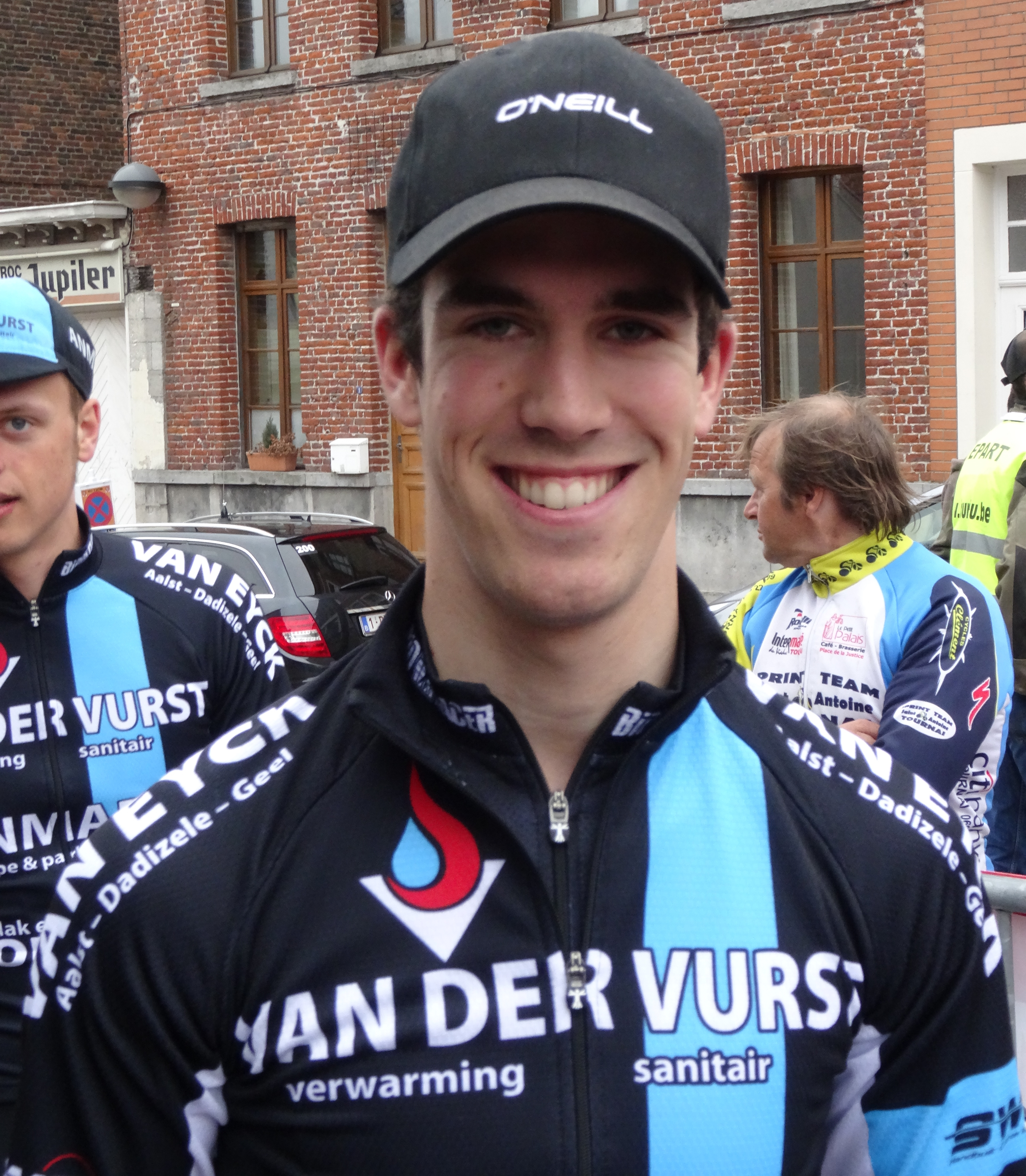
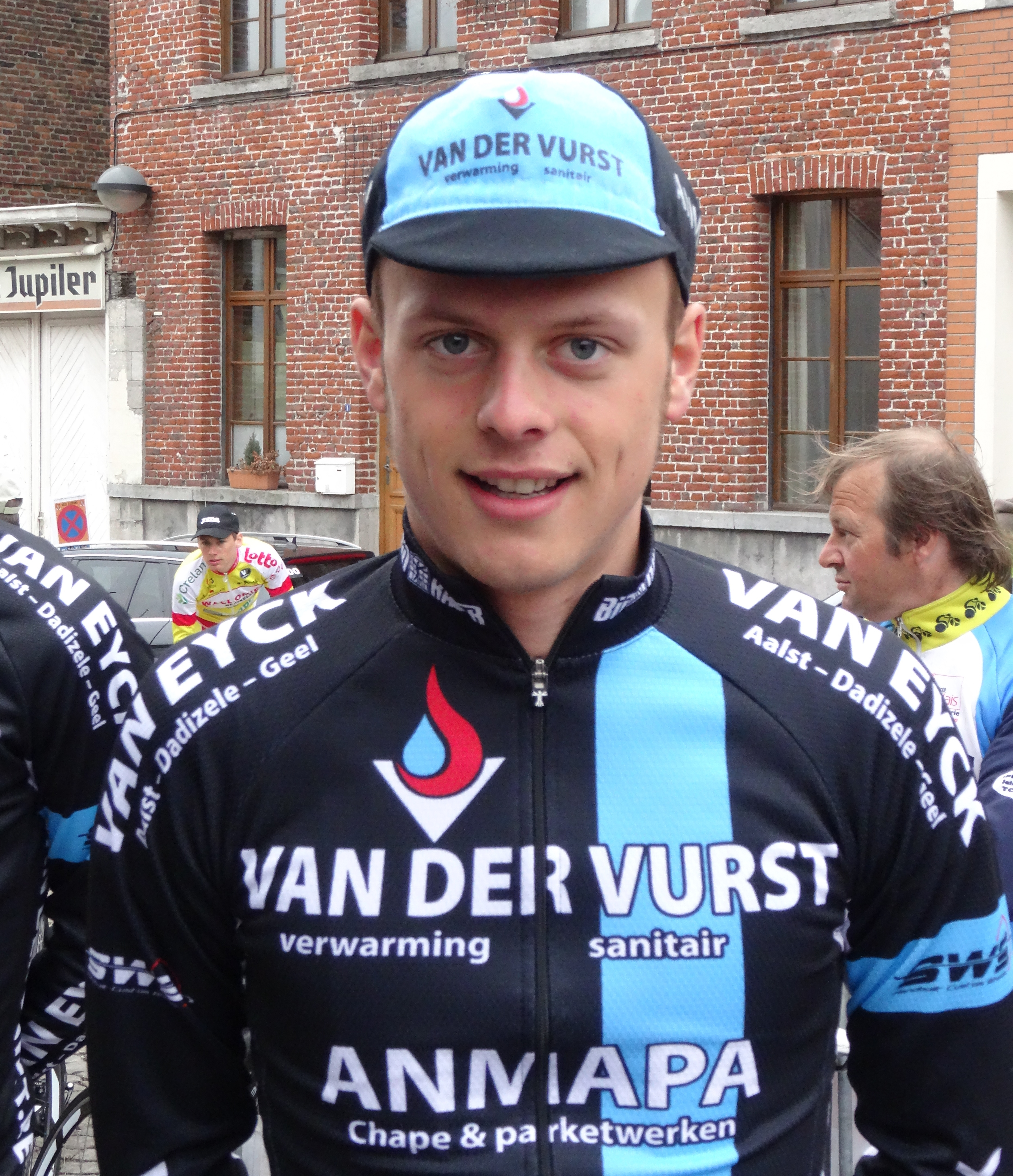
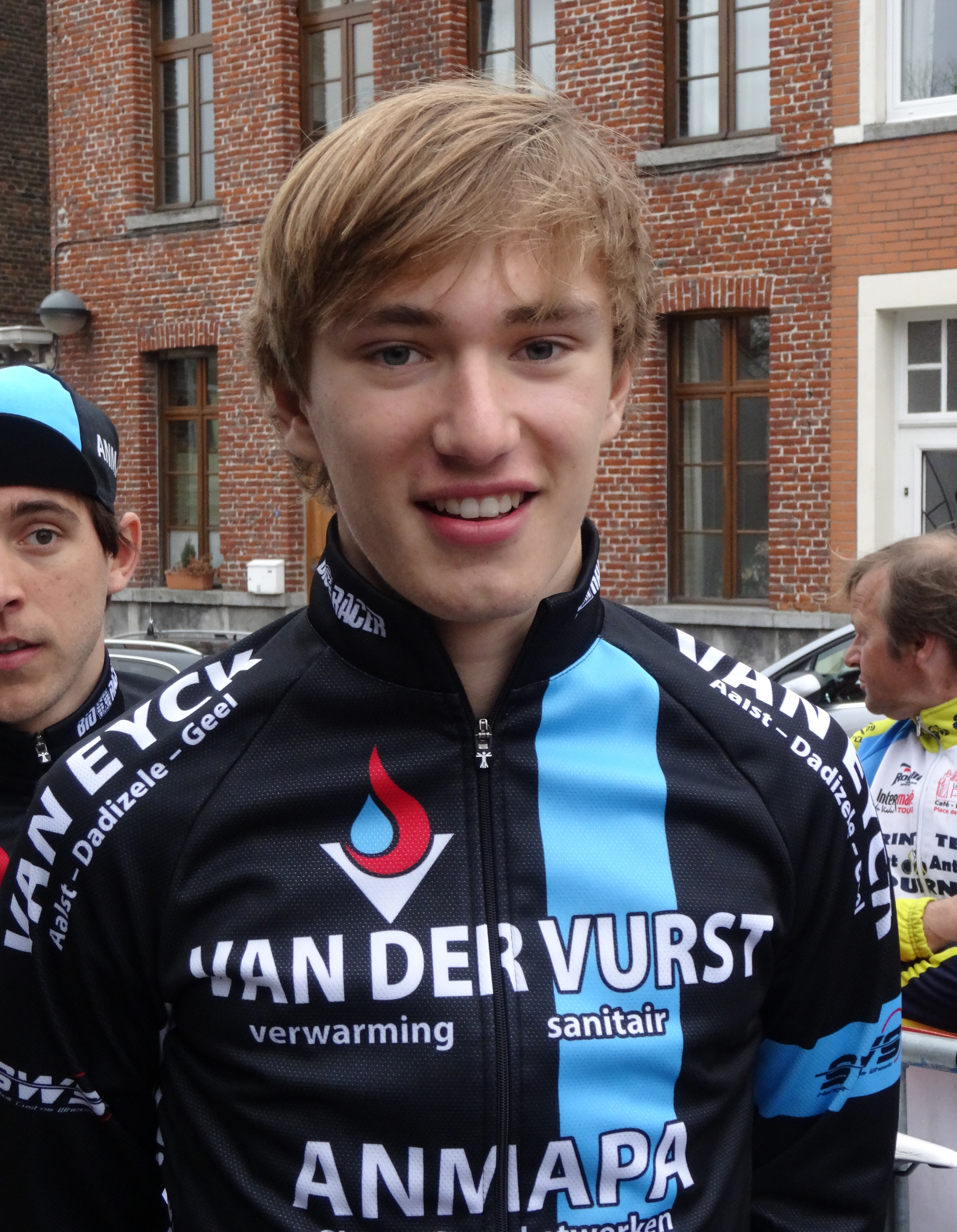
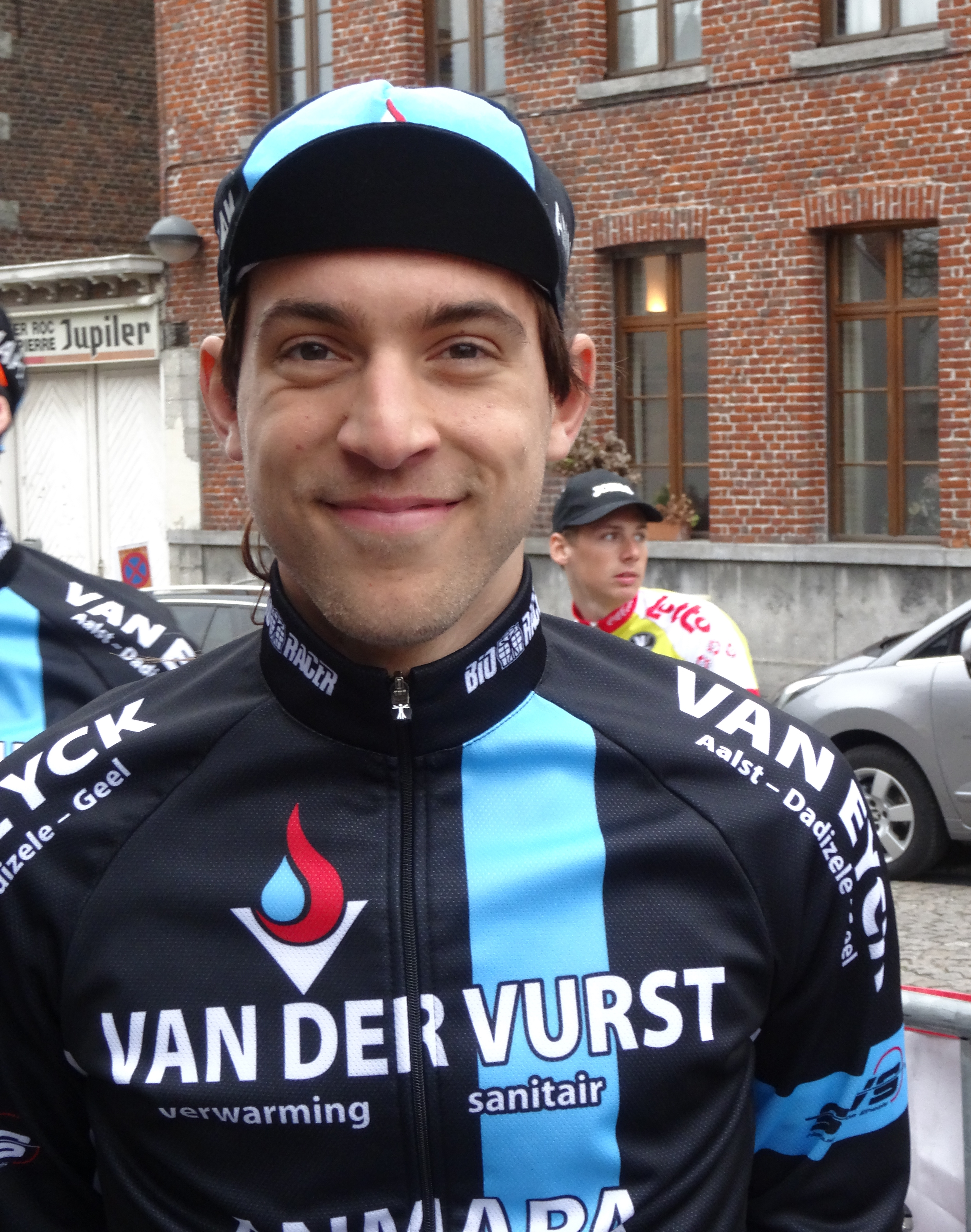
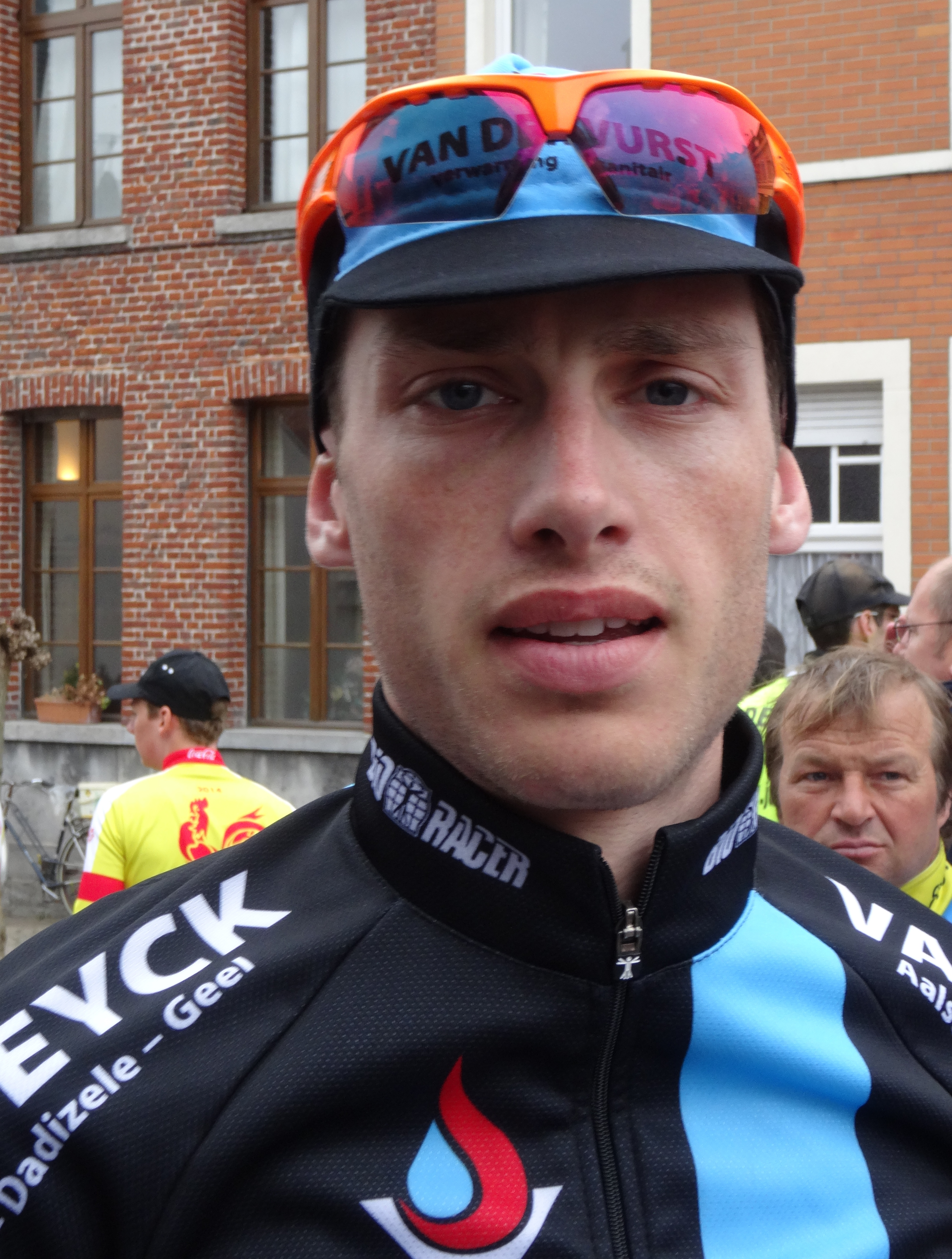
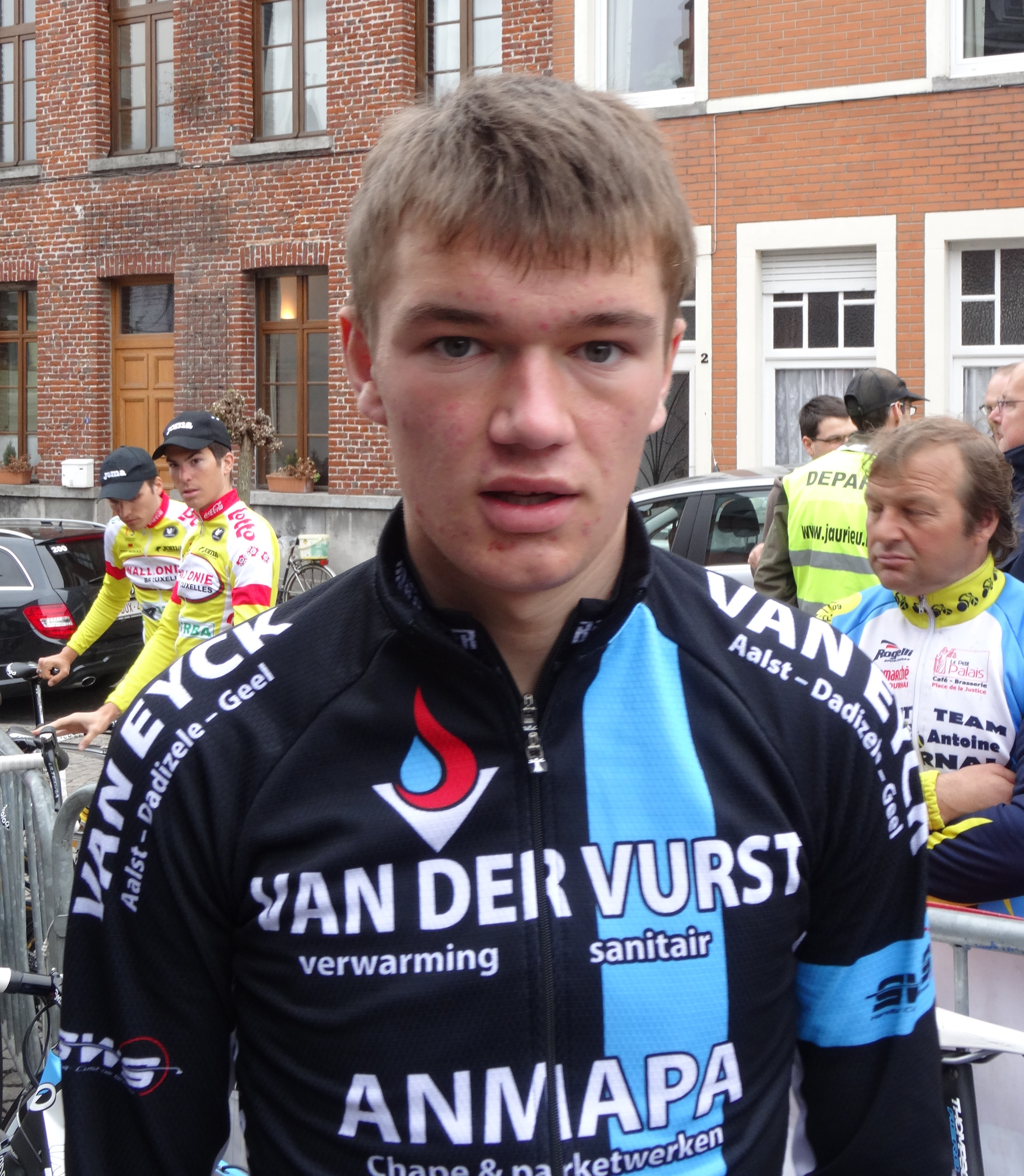
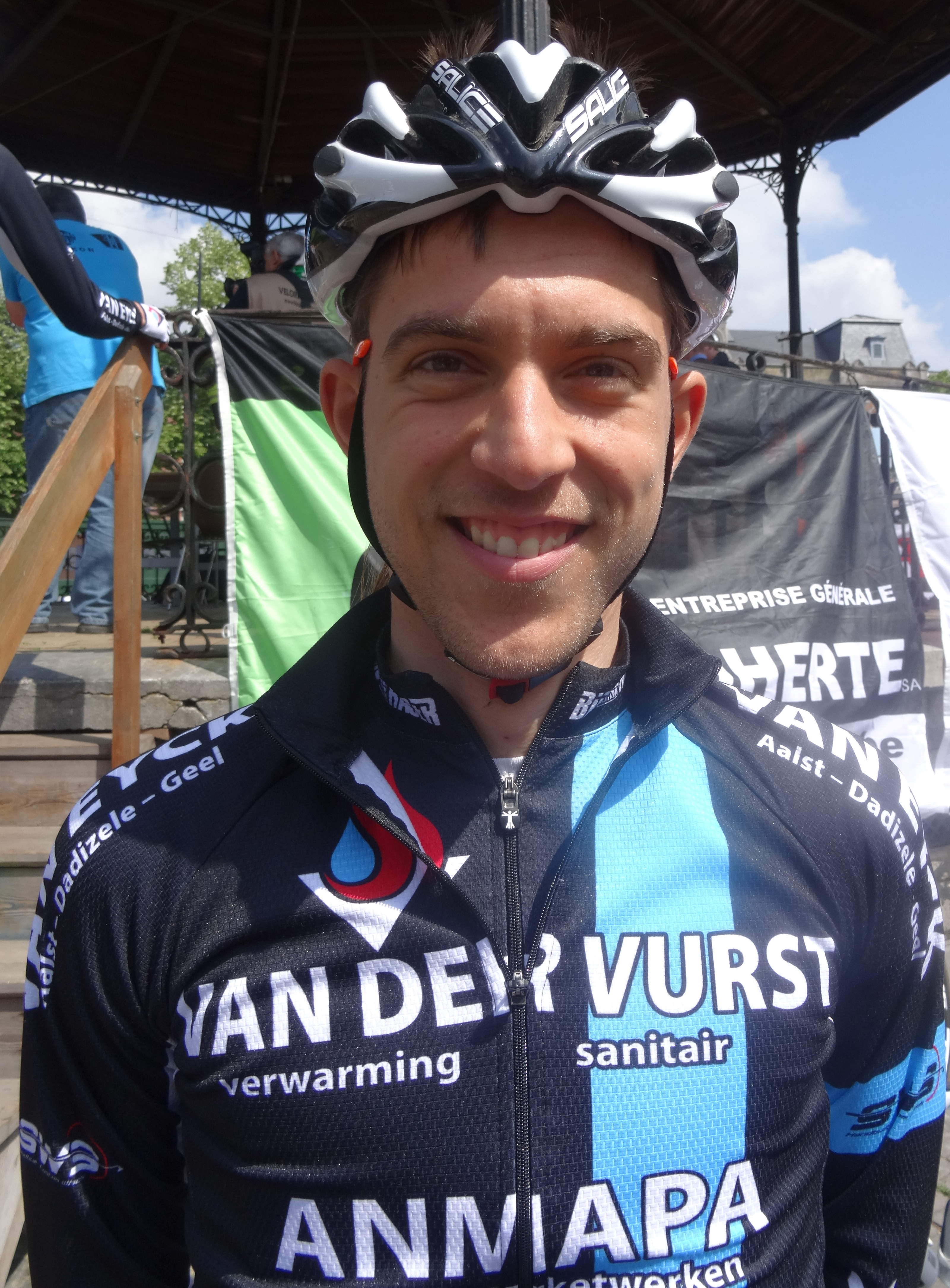
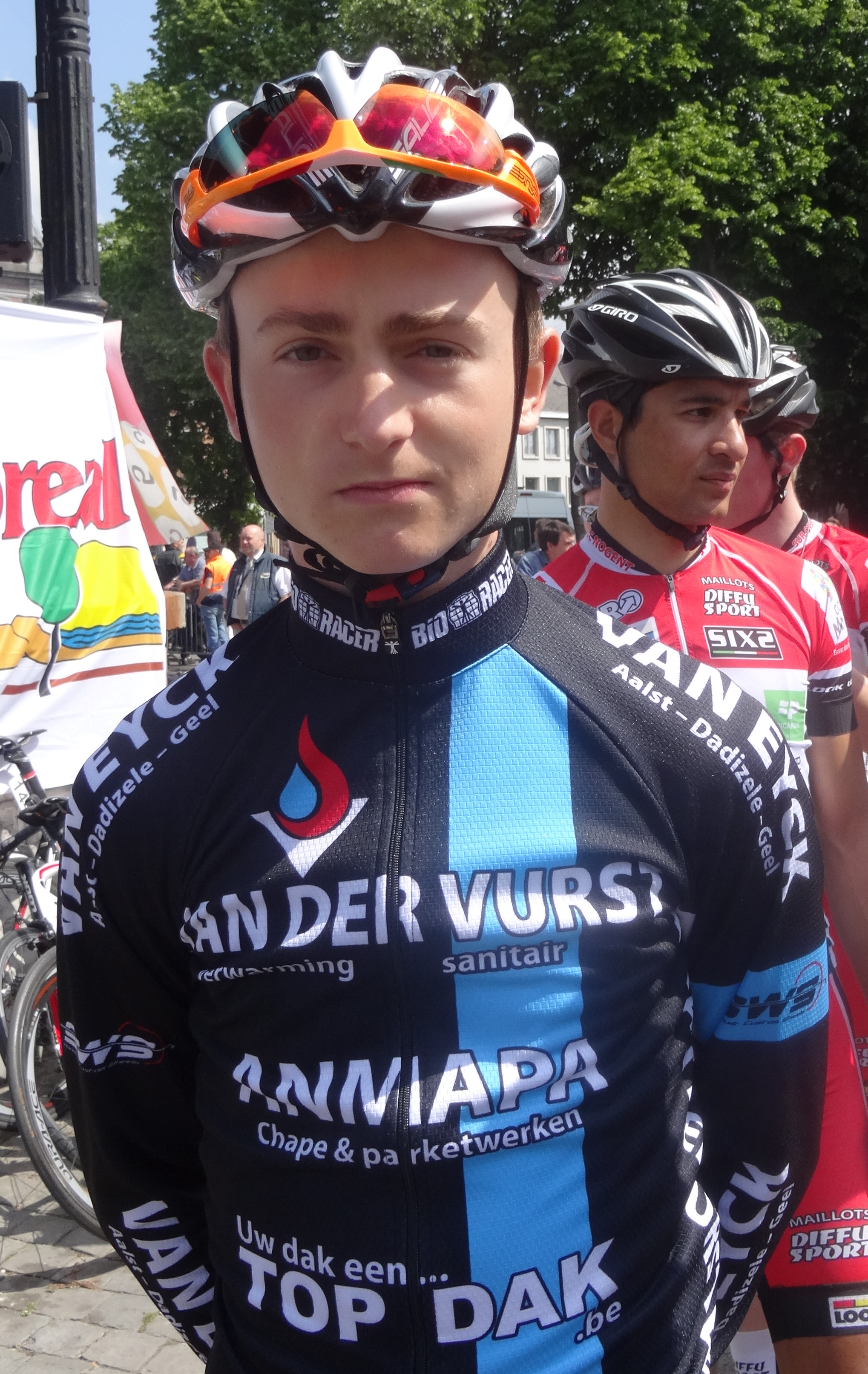
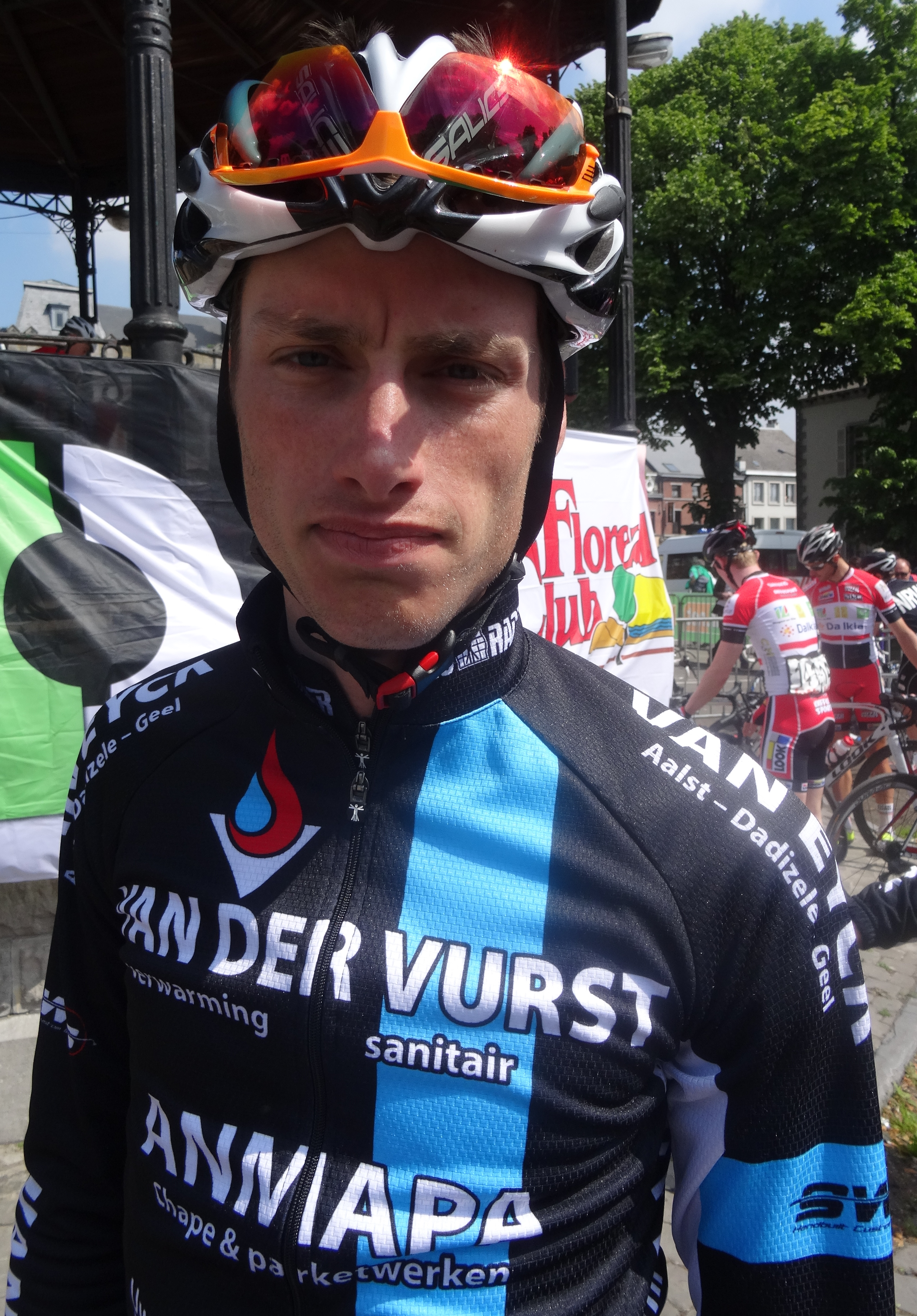

## Van Der Vurst-Hiko en 2015

### Effectif

Portraits
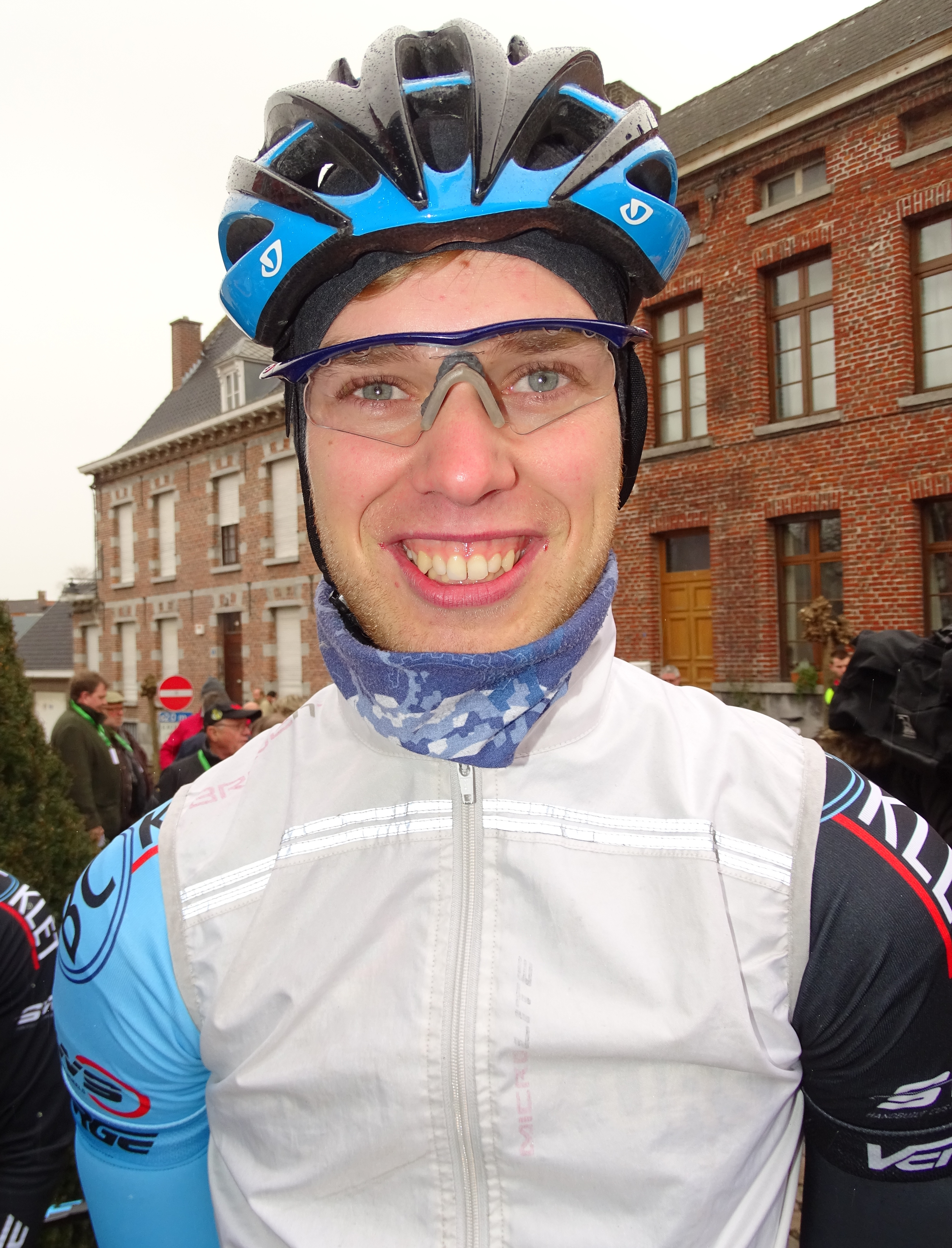
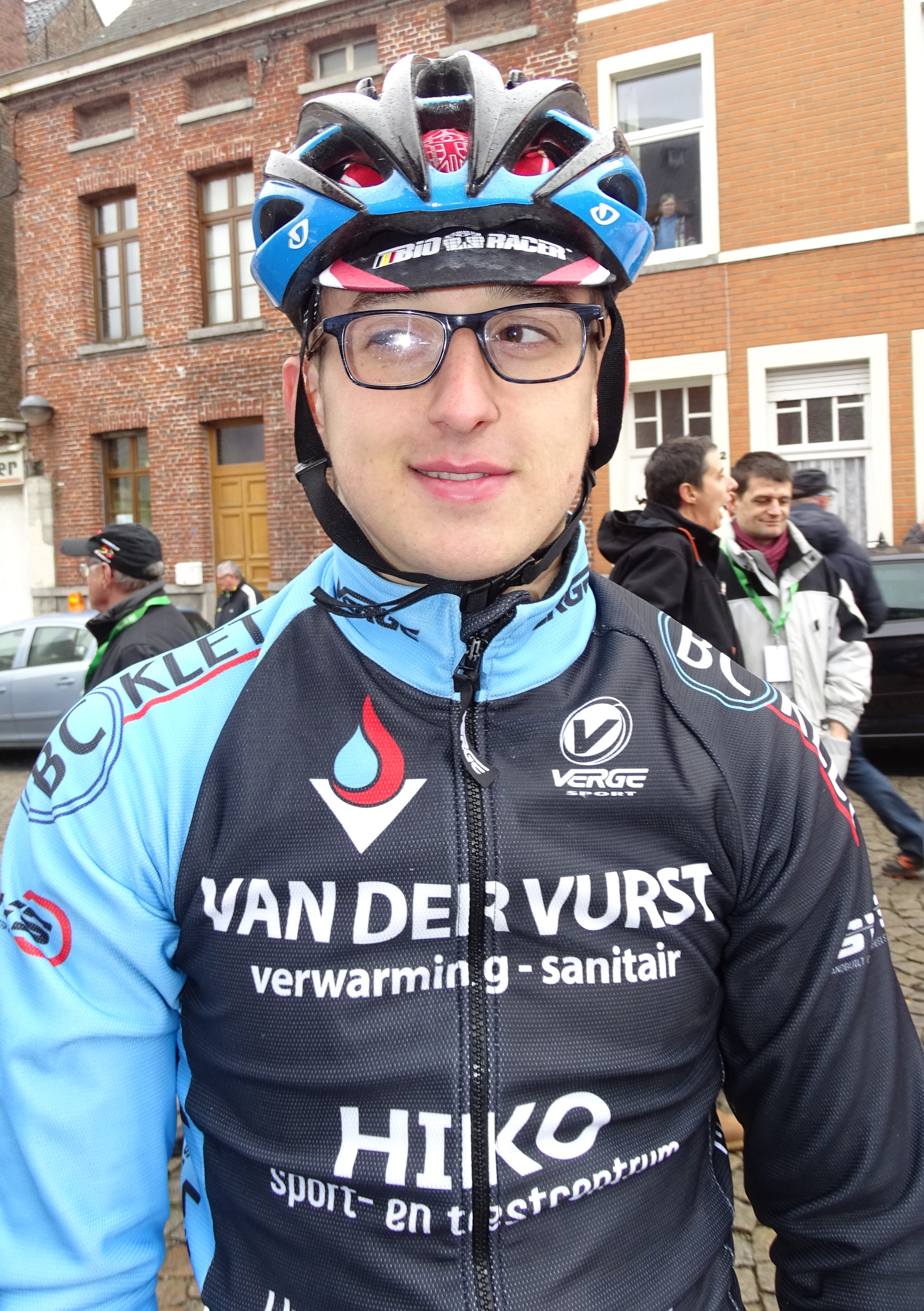
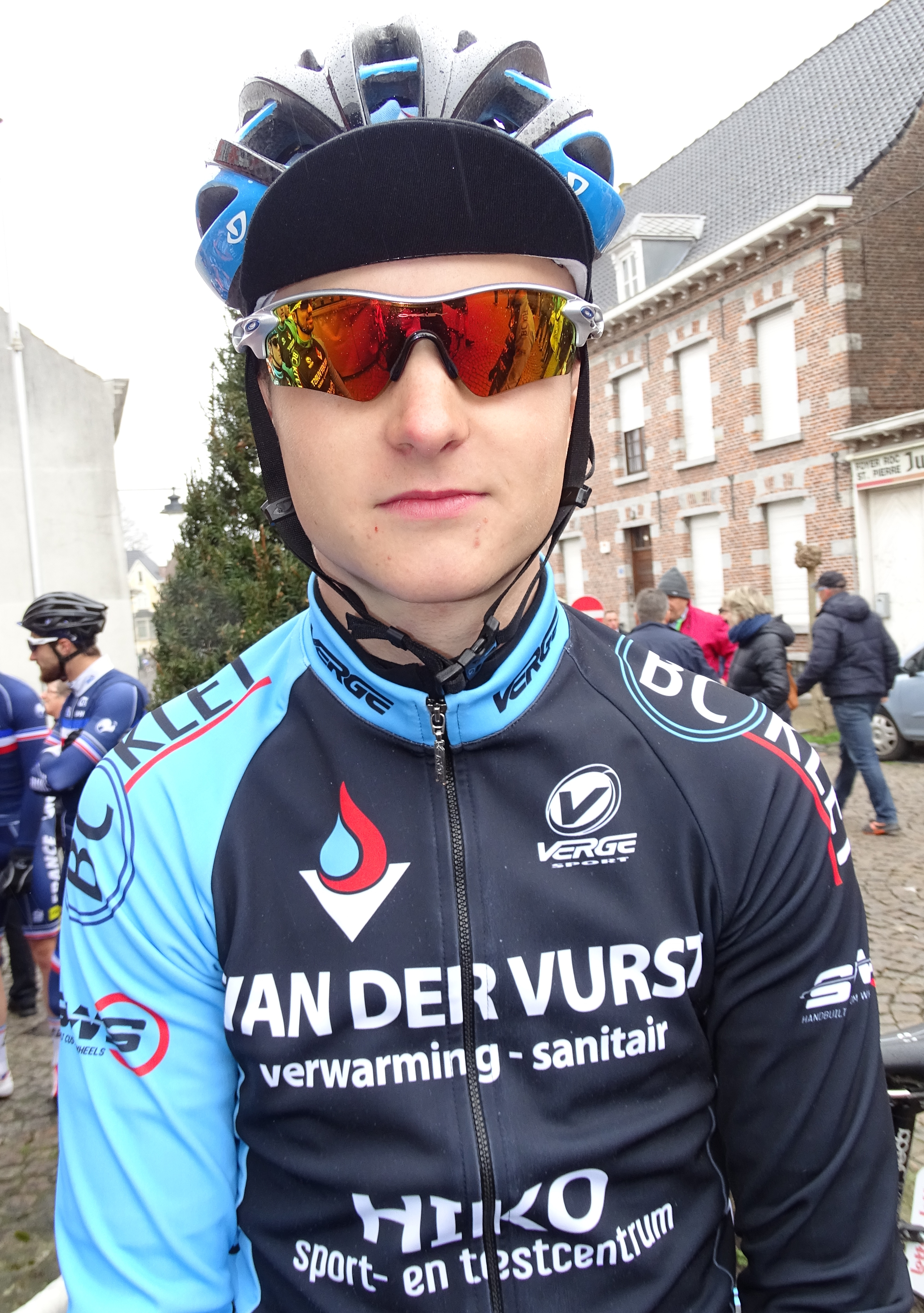
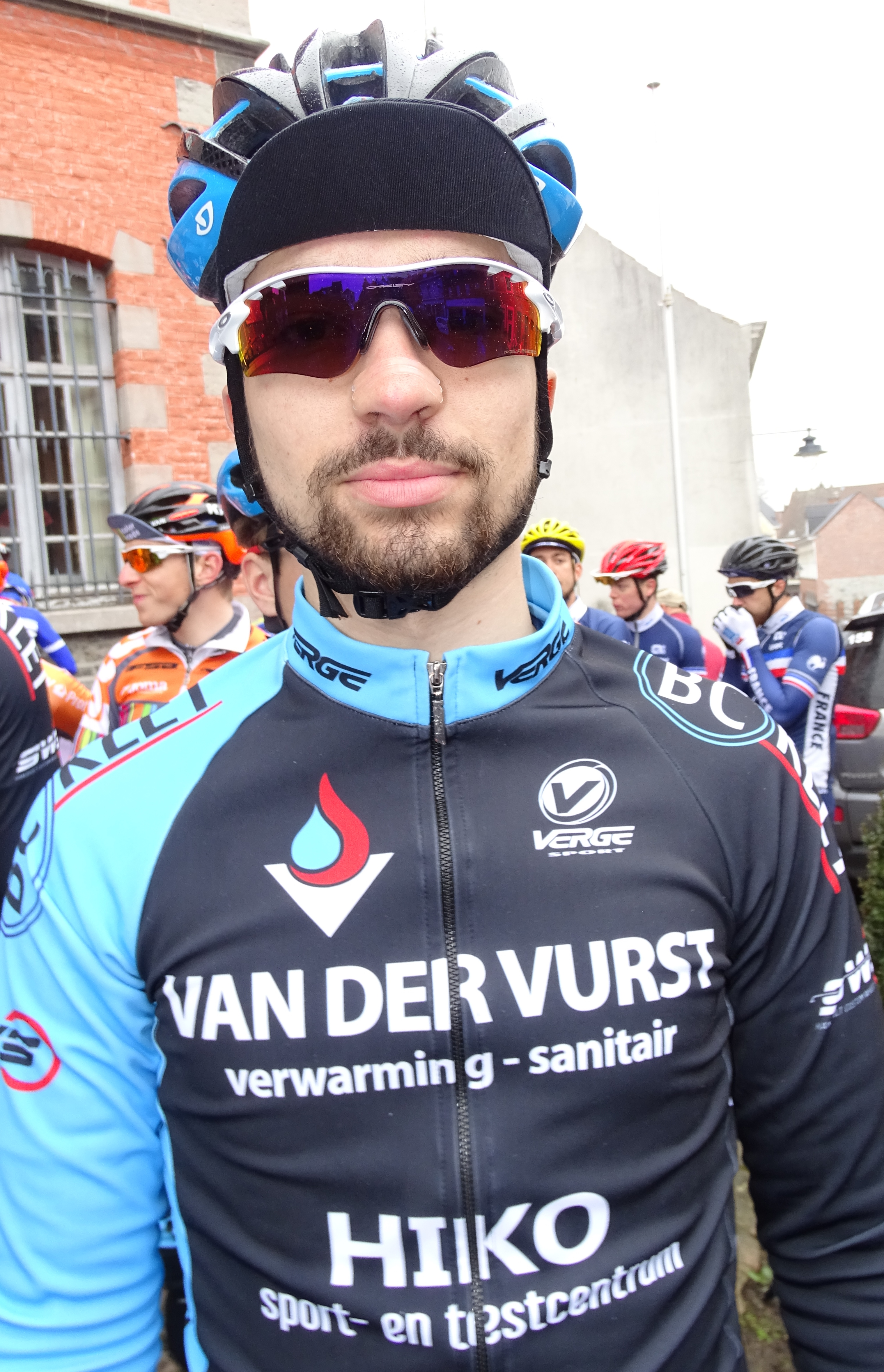
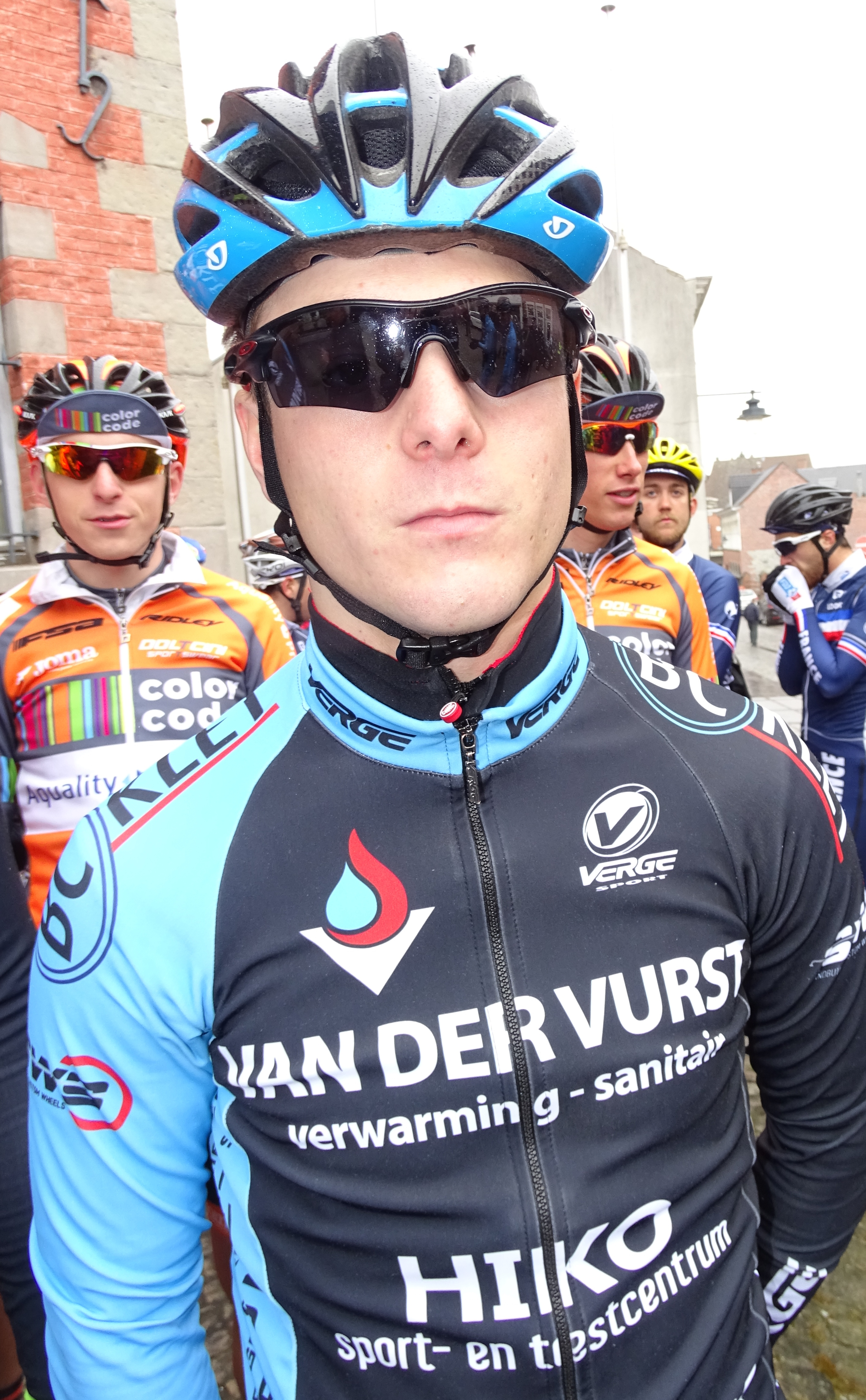
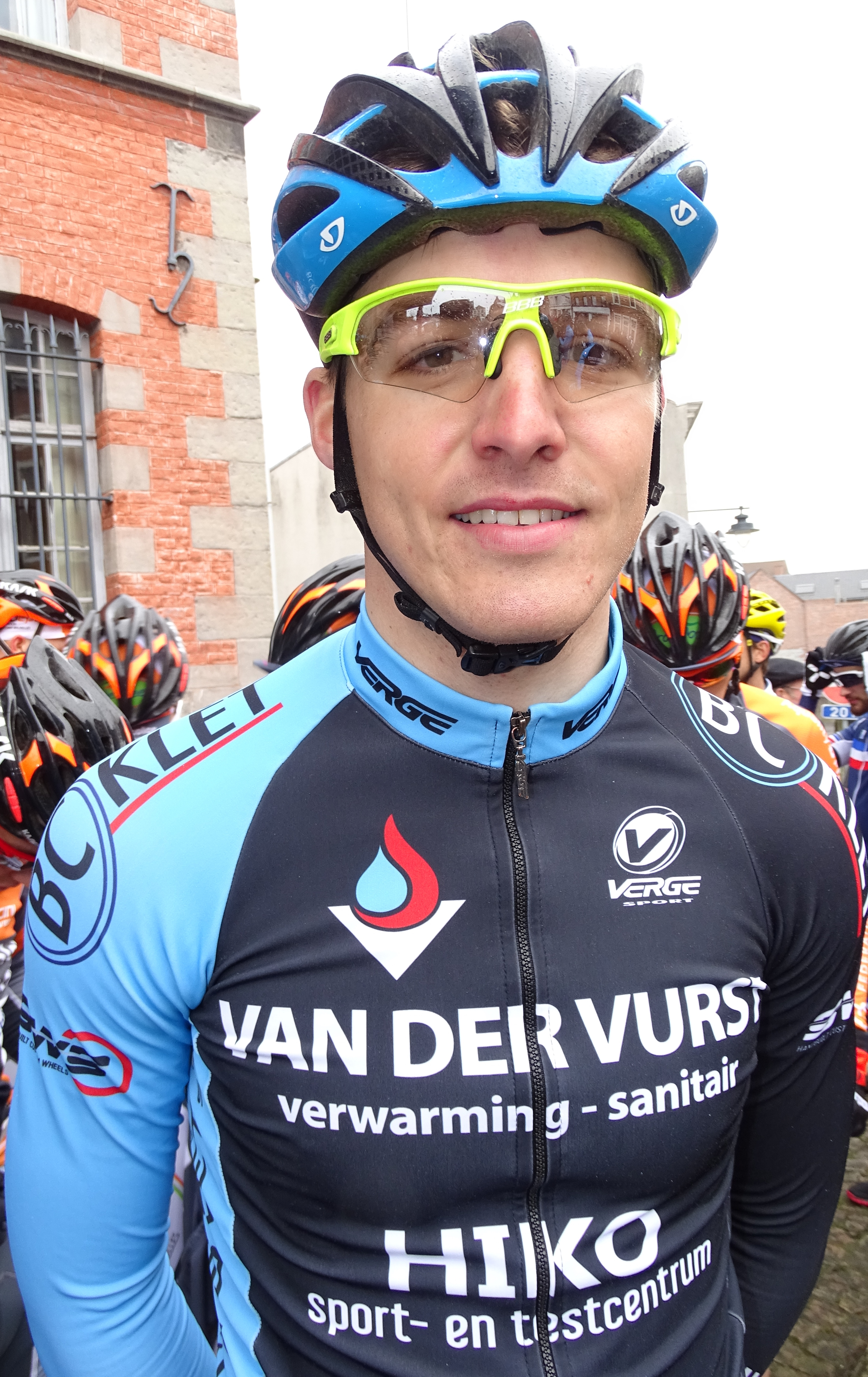
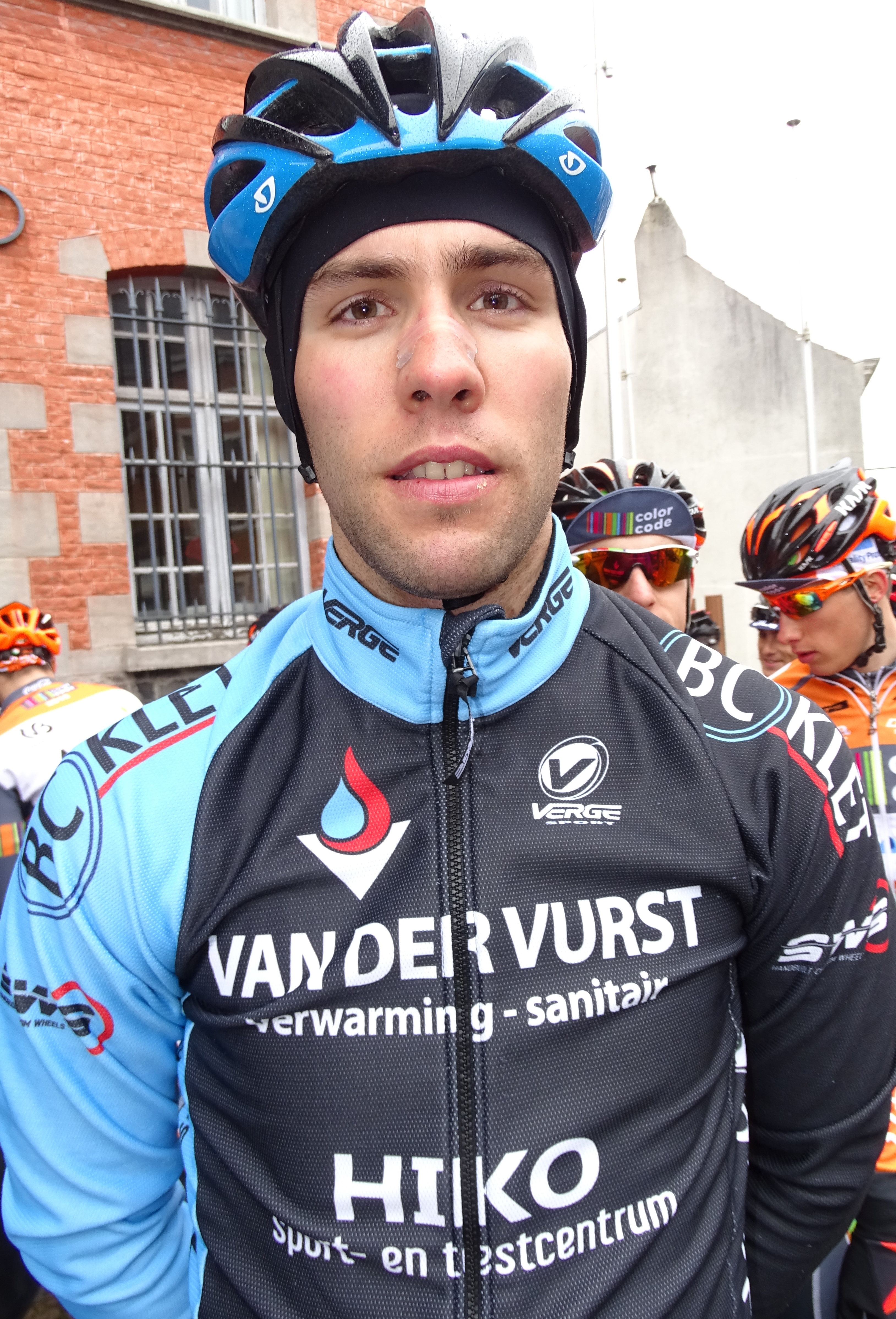

| Cycliste            | Date de naissance | Nationalité | Équipe 2014                      |  |
| ------------------- | ----------------- | ----------- | -------------------------------- |  |
| Jeroen D'Heer       | 18 septembre 1989 | Belgique    | Van Der Vurst Development        |  |
| Stijn De Bock       | 30 septembre 1993 | Belgique    | Van Der Vurst Development        |  |
| Alfdan De Decker    | 9 septembre 1996  | Belgique    | Davo Tongeren                    |  |
| Johannes De Paepe   | 5 octobre 1992    | Belgique    | Bianchi-Lotto-Nieuwe Hoop Tielen |  |
| Jelle De Ville      | 10 juillet 1995   | Belgique    | Denderstreek Labiekes            |  |
| Vincent De Vreese   | 7 avril 1984      | Belgique    |                                  |  |
| Jeroen De Winter    | 8 août 1996       | Belgique    | Isorex                           |  |
| Warre Dufour        | 2 février 1996    | Belgique    | Davo Tongeren                    |  |
| Axel Gremelpont     | 25 juin 1990      | Belgique    | T.Palm-Pôle Continental Wallon   |  |
| Joris Haers         | 22 mars 1990      | Belgique    | Van Der Vurst Development        |  |
| Kinsey Hauwaert     | 19 mars 1996      | Belgique    | DJ Matic Courtrai                |  |
| Thomas Michiels     | 8 mai 1996        | Belgique    |                                  |  |
| Tim Nerinckx        | 21 juin 1996      | Belgique    | Denderstreek Labiekes            |  |
| Rutger Roelandts    | 29 décembre 1992  | Belgique    | Van Der Vurst Development        |  |
| Yorick Slagmulders  | 29 août 1995      | Belgique    | Van Der Vurst Development        |  |
| Frederik Töpke      | 26 novembre 1991  | Belgique    | Van Der Vurst Development        |  |
| Goran Van de Walle  | 28 août 1995      | Belgique    | Van Der Vurst Development        |  |
| Jelle Van Den Plas  | 31 mars 1995      | Belgique    | Royal Antwerp Bicycle Club       |  |
| Caine Van Mol       | 3 janvier 1995    | Belgique    | CT 2020                          |  |
| Frederik Vandewiele | 11 février 1991   | Belgique    | Veranclassic-Doltcini            |  |

- Portraits